# Invasione della Colonia del Capo
L’Invasione della Colonia del Capo fu una spedizione militare inglese lanciata nel 1795 contro la Colonia del Capo olandese presso il Capo di Buona Speranza, nella parte meridionale dell'Africa. La colonia olandese del Capo, istituita nel XVII secolo, era all'epoca l'unico approdo intermedio per le navi provenienti dall'Europa e dirette alle Indie Orientali. L'area era quindi di vitale importanza anche se economicamente era quanto di più povero vi fosse. Nell'inverno del 1794, nel corso delle Guerre rivoluzionarie francesi, le truppe francesi entrarono nella Repubblica olandese, riformandola nella Repubblica Batava. In risposta, il Regno di Gran Bretagna lanciò un'operazione nell'Impero olandese per impedire l'espansione della Francia anche in quelle colonie, privandola nel contempo delle preziose risorse che le provenivano dall'impero coloniale alleato.
La spedizione inglese venne guidata dal viceammiraglio Sir George Keith Elphinstone e salpò nell'aprile del 1795, giungendo al largo di Simon's Town nel giugno di quello stesso anno. Vennero fatti dei tentativi di negoziare con l'insediamento presso la colonia, ma questi finirono in un nulla di fatto e pertanto il 7 agosto avvenne uno sbarco di truppe anfibie. Dopo una breve battaglia combattuta a Muizenberg, con continue schermaglie tra inglesi e olandesi che continuarono sino a settembre di quell'anno. Con Città del Capo minacciata direttamente, il governatore olandese, Abraham Josias Sluysken, consegnò la colonia nelle mani degli inglesi. Elphinstone successivamente rafforzò la guarnigione da futuri contrattacchi e pose delle navi della Royal Navy nel porto locale. Quasi un anno dopo i rinforzi olandesi per la colonia raggiunsero l'area, per trovare che essa ormai era stata conquistata dagli inglesi e pertanto anche queste forze si arresero senza combattere. L'occupazione inglese proseguì sino alla Pace di Amiens del 1802 che portò la restituzione della colonia agli olandesi. Nel 1806, nel corso delle Guerre napoleoniche ebbe luogo una seconda invasione inglese che rioccupò la colonia dopo la Battaglia di Blaauwberg e l'area rimase una colonia inglese sino alla fondazione dell'Unione del Sudafrica nel 1910.

## Antefatti
Le Guerre rivoluzionarie francesi, iniziate nel 1792, dopo la scoppio della Rivoluzione francese, si espansero dal gennaio del 1793, quando la Repubblica Francese dichiarò guerra alla Repubblica Olandese ed al Regno di Gran Bretagna. Questo portò la guerra anche nell'Oceano Indiano dove sia l'Olanda che l'Inghilterra avevano vasti imperi coloniali. Il commercio di questi imperi venne quindi minacciato da corsari francesi e navi da guerra che operavano dall'Île de France, (oggi Mauritius) ma l'Africa meridionale era protetta dalla presenza della Colonia del Capo olandese. Situata presso il Capo di Buona Speranza, la Colonia del Capo era stata fondata nel XVII secolo per offrire un punto di appoggio alle navi olandesi dirette nelle Indie Orientali ed ancora negli anni '90 del Settecento rappresentava la principale stazione di rifornimento per la rotta tra Rio de Janeiro e l'India britannica.
La Colonia del Capo era amministrata da due villaggi, la più grande Città del Capo presso la Table Bay e poco più a ovest dalla più piccola Simon's Town affacciata su False Bay a sud. Nessuna delle due baie offriva riparo dalle tempeste dell'Atlantico, i cui venti minacciosi unitamente alla natura rocciosa delle coste, rendevano l'area particolarmente ostica anche per la navigazione. Oltre alla sua importanza come porto di rifornimento per la rotta verso le Indie Orientali, l'area era in realtà ben poco ricca ed era difesa da una guarnigione di circa 1000 soldati dell'esercito olandese supportati dalla locale milizia boera e da unità locali reclutate tra il popolo Khoikhoi, tutte comandate dal generale Abraham Josias Sluysken e dal colonnello Robert Jacob Gordon, per un totale di 3600 uomini. Questa guarnigione aveva per sede il Castello di Buona Speranza e operava in una serie di fortificazioni costiere incentrate in particolare a proteggere Table Bay. False Bay era meno difesa, coperta solo da due batterie costiere leggere.
Nell'inverno del 1794, i soldati francesi invasero i Paesi Bassi e presero Amsterdam. Dopo che lo Stadtholder, Guglielmo d'Orange era fuggito in Gran Bretagna, la Repubblica Olandese venne ricostituita come Repubblica Batava sotto l'egida dei rivoluzionari francesi. In Gran Bretagna, Guglielmo inviò le Lettere di Kew per istruire i suoi governatori coloniali sul da farsi, incitandoli a cooperare con le forze di occupazione britanniche. Su consiglio di Sir Francis Baring, il Segretario di Stato per la Guerra Henry Dundas autorizzò una missione per assicurarsi il controllo della Colonia del Capo ed eliminare ogni possibile minaccia all'impero coloniale delle Indie Orientali. L'ammiragliato inviò due squadroni della Royal Navy al Capo il 3 aprile 1795, uno al comando del viceammiraglio Sir George Keith Elphinstone e l'altro al comando del commodoro John Blankett, con una forza totale di 515 soldati a bordo, tutti del 78º reggimento di fanteria, al comando del maggiore generale Sir James Henry Craig. Una forza di maggiore entità al comando del generale Alured Clarke giunse il 15 maggio con altre truppe e rifornimenti adatti per una campagna militare più lunga.

## L'invasione

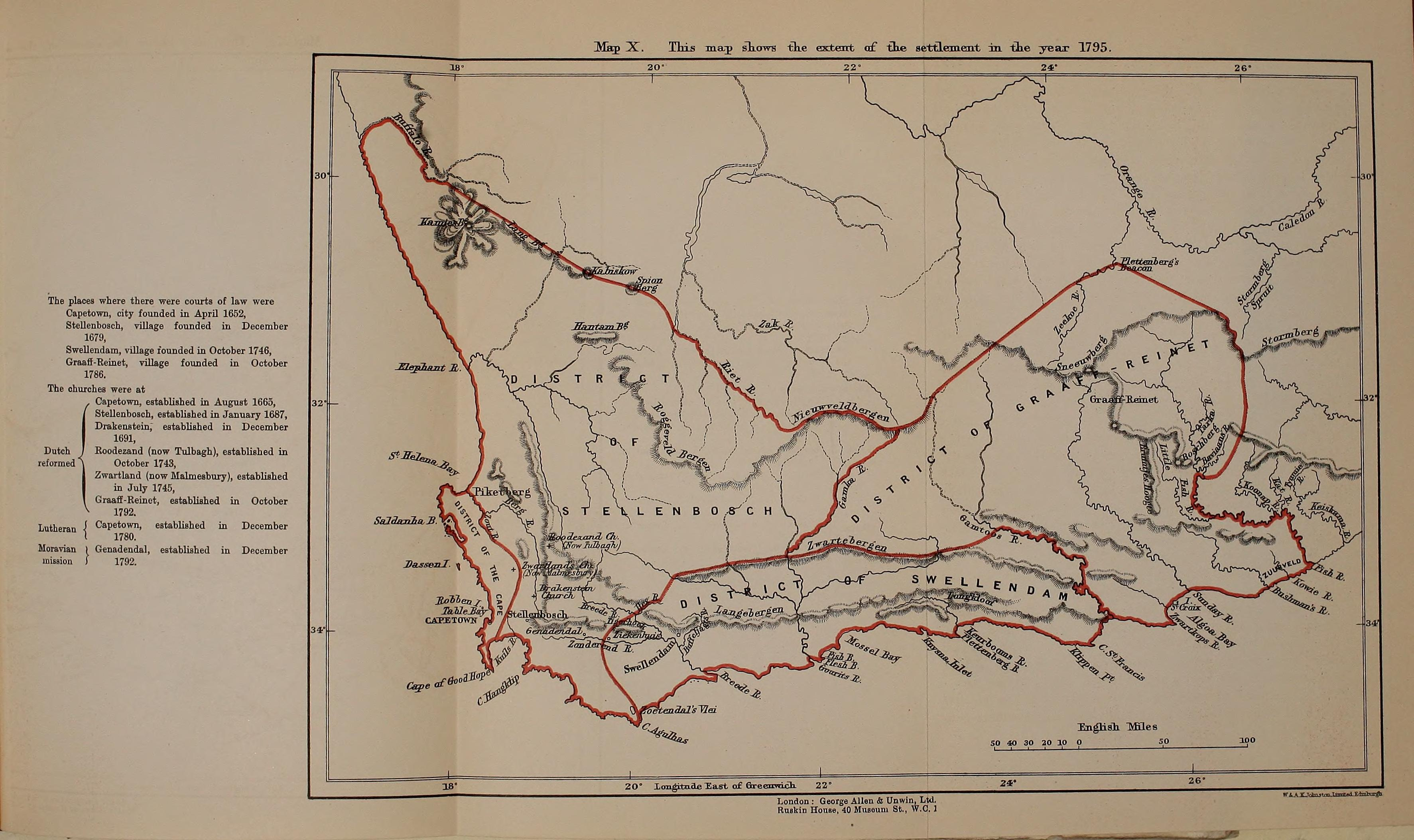
Mappa della Colonia del Capo olandese nel 1795. Città del Capo si trova in basso a sinistra

Blankett ed Elphinstone si riunirono al Capo il 10 giugno 1795 ed ancorarono a Simon's Bay. Qui inviarono dei messaggi a Sluysken offrendogli la loro alleanza contro i francesi. Il governatore olandese rimase comunque incline a resistere ad oltranza e preferì preventivamente far evacuare la popolazione civile da Simon's Town all'inizio di luglio ed iniziare i preparativi per resistere al nemico. Per prevenire questi preparativi, Craig fece sbarcare 800 soldati e Royal Marines il 14 luglio, i quali occuparono Simon's Town mentre gli olandesi si ritiravano al passo di Muizenberg. Per il mese successivo i due eserciti osservarono una non facile tregua, rotta solo occasionalmente da piccole schermaglie. Durante questo periodo, Elphinstone e Sluysken continuarono i negoziati per la resa della colonia. Questi negoziati impegnarono ora seriamente il governo coloniale locale sia sulla legittimità delle disposizioni del deposto Guglielmo d'Orange che sui sospetti sulle mire degli inglesi nell'area. Mentre questi dibattiti proseguivano, gli inviati inglesi ebbero il permesso di girare liberamente a Città del Capo, osservando dettagliatamente le difese della città.
Elphinstone venne così a conoscenza delle posizioni degli olandesi che si presentavano troppo forti per essere sopraffatte e pertanto il 19 giugno inviò la HMS Sphinx a richiedere l'assistenza della flotta di Clarke per condurre l'operazione. Il 7 agosto, mentre i negoziati erano ancora in stallo, Elphinstone ordinò di attaccare al passo di Muizenberg. Le forze di Craig vennero aumentate da altri 1000 marinai dello squadrone di Elphinstone impiegati a terra agli ordini dei capitani Temple Hardy e John William Spranger. Tra queste forze spiccavano diversi cittadini americani che immediatamente disertarono ed a cui gli olandesi offrirono riparo con la promessa del rimpatrio. A mezzogiorno del 7 agosto, la HMS America, la HMS Stately, la HMS Echo e la HMS Rattlesnake aprirono il fuoco sulle posizioni olandesi. Il fuoco di ritorno degli olandesi uccise due uomini a bordo della America e ne ferì altri tre mentre le truppe di Craig furono in grado di avanzare contro le posizioni olandesi così da poterle assediare, sfruttando la confusione dei difensori. Un secondo attacco dei soldati del 78° catturò un'altura rocciosa presso il porto.
Gli olandesi si dovettero ritirare a Wynberg ma le forze inglesi non erano abbastanza forti per avanzare oltre, essendo ormai a corto di viveri e di munizioni. Le posizioni di Elphinstone vennero ad ogni modo implementate dall'arrivo di rinforzi a bordo della Arniston il 9 agosto. Il comandante inglese successivamente autorizzò la cattura di cinque mercantili olandesi alla fonda presso Simon's Town il 18 agosto. Le schermaglie continuarono per un altro mese, con pesanti attacchi da parte degli olandesi tra il 1 ed il 2 settembre seguiti da un assalto pianificato a Simon's Town il 3 settembre dove Sluysken utilizzò tutte le sue riserve tra cui 18 cannoni in dotazione. Quella mattina, 14 navi della Compagnia delle Indie Orientali vennero avvistate a Simon's Bay e l'attacco venne cancellato. Queste navi erano i rinforzi della flotta di Clarke, il quale sbarcò 4000 uomini del 78º, 93º e 98º reggimento di fanteria oltre ad unità provenienti da Sant'Elena, a Simon's Town per una campagna contro Città del Capo. L'esercito di Clarke avanzò quindi verso gli olandesi, perdendo un uomo e con 17 feriti nelle battaglie. A supporto dell'operazione, Elphinstone inviò le navi America, Rattlesnake, Echo e Bombay Castle a costituire un blocco navale a Città del Capo ed a fornire un adeguato supporto di artiglieria. Accerchiati e sopraffatti, Sluysken ed i suoi uomini chiesero a Clarke una tregua di 48 ore, ma quest'ultimo gliene concesse solamente una di 24 ore per decidere la resa tramite ultimatum. Non vedendo altra alternativa, il governatore olandese concesse il controllo della sua colonia agli inglesi il 15 settembre 1795, permettendo comunque prima a 40 disertori inglesi di fuggire nelle campagne locali.

### L'ordine di battaglia di Elphinstone
| Squadrone di Elphinstone   | Squadrone di Elphinstone | Squadrone di Elphinstone | Squadrone di Elphinstone | Squadrone di Elphinstone                                              | Squadrone di Elphinstone | Squadrone di Elphinstone | Squadrone di Elphinstone | Squadrone di Elphinstone | Squadrone di Elphinstone | Squadrone di Elphinstone |
| Nave                       | Categoria                | Cannoni                  | Marina                   | Comandante                                                            |                          |                          |                          |                          |                          |                          |
| -------------------------- | ------------------------ | ------------------------ | ------------------------ | --------------------------------------------------------------------- | ------------------------ | ------------------------ | ------------------------ | ------------------------ | ------------------------ | ------------------------ |
| HMS Monmouth               | 3ª classe                | 74                       | Royal Navy               | Viceammiraglio Sir George Keith Elphinstone Capitano John Elphinstone |                          |                          |                          |                          |                          |                          |
| HMS Victorious             | 3ª classe                | 74                       | Royal Navy               | Capitano William Clark                                                |                          |                          |                          |                          |                          |                          |
| HMS Arrogant               | 3ª classe                | 74                       | Royal Navy               | Capitano Richard Lucas                                                |                          |                          |                          |                          |                          |                          |
| HMS America                | 3ª classe                | 64                       | Royal Navy               | Capitano John Blankett                                                |                          |                          |                          |                          |                          |                          |
| HMS Stately                | 3ª classe                | 64                       | Royal Navy               | Capitano Billy Douglas                                                |                          |                          |                          |                          |                          |                          |
| HMS Echo                   | Sloop                    | 16                       | Royal Navy               | Capitano Temple Hardy                                                 |                          |                          |                          |                          |                          |                          |
| HMS Rattlesnake            | Sloop                    | 16                       | Royal Navy               | Capitano John William Spranger                                        |                          |                          |                          |                          |                          |                          |
| Fonti: James (2002) p. 300 |                          |                          |                          |                                                                       |                          |                          |                          |                          |                          |                          |

## Conseguenze
Le perdite totali degli inglesi ammontarono a 4 morti e 54 feriti. La presa di Table Bay dove si trovavano le navi olandesi Castor e Star (quest'ultima rinominata HMS Hope). portò alla loro cattura. Lo squadrone di Elphinstone rimase d'istanza al Capo per evitare la ricattura della colonia da parte degli olandesi. Parte dei suoi rinforzi vennero poi impiegati nell'Oceano Indiano. Venne ripreso il blocco navale dell'Île de France e la Arrogant con la Victorious vennero inviate nelle Indie Orientali olandesi dove combatterono un'azione inconcludente con uno squadrone francese al largo di Sumatra nel settembre del 1796. Elphinstone stesso salpò per Madras, dove ricevette la notizia che la Marina batava aveva inviato una spedizione dalla Repubblica Batava per riprendere il controllo della Colonia del Capo. L'ammiraglio tornò a Città del Capo, assemblando un grande squadrone che attese l'arrivo degli olandesi, con tutto il tempo per prepararsi a dovere. Il contrammiraglio olandese Engelbertus Lucas, impiegò quasi sei mesi per giungere al Capo e di conseguenza l'intelligence inglese lavorò alacremente per documentarsi sulle sue forze. Quando giunse al Capo, quindi, egli venne ben presto scoperto da Elphinstone presso la Baia di Saldanha e gli intimò la resa senza combattere.
Durante il corso della guerra non avvennero altri attacchi. Elphinstone tornò in Gran Bretagna nell'ottobre del 1796 e venne successivamente ricompensato col titolo di Barone Keith per i suoi servizi nella ricattura e nella difesa della colonia, una ricompensa che lo storico C. Northcote Parkinson definì "in tutto e per tutto facile da ottenere". Con la Pace di Amiens del 1802, uno dei termini del trattato previde proprio la restituzione della Colonia del Capo all'Olanda assieme a gran parte delle colonie olandesi conquistate nel frattempo dagli inglesi ad eccezione di Ceylon. La pace ebbe breve vita e, con lo scoppio delle Guerre napoleoniche nel 1803, venne pianificata subito una nuova invasione inglese dell'area della colonia, che venne portata a compimento nel 1806 con la vittoria assicurata dopo la Battaglia di Blaauwberg. La Colonia del Capo rimase parte dell'Impero britannico sino alla sua indipendenza come parte del Sudafrica nel 1910.